# Rugby Challenge 2017
Il Rugby Challenge 2017 (in inglese 2017 Rugby Challenge), per motivi di sponsorizzazione SuperSport Rugby Challenge 2017, fu la prima edizione del Rugby Challenge, competizione cadetta della Currie Cup organizzata dalla South Africa Rugby Union.
Si tenne dal 22 aprile 2017 al 16 luglio 2017 tra 15 squadre divise in 3 gironi da cui uscirono le 8 miglior compagini per i play-off
Quattordici di tali quindici squadre erano sudafricane, la quindicesima, i Welwitschias, un club di Windhoek, capitale della confinante Namibia.
Vincitore dell'edizione inaugurale del torneo fu il Western Province che, nella finale tenutasi a Città del Capo, sconfisse per 28-19 gli sfidanti Griquas.

## Formula
Le 15 squadre furono ripartite in 3 gironi geografici, in ciascuno dei quali le cinque squadre che li componevano si incontrarono in doppia gara di andata e ritorno su 10 fine settimana (8 incontri + 2 riposi a testa).
Ai quarti di finali accedettero le prime due di ogni girone più le due migliori terze in base al punteggio acquisito.
I turni a eliminazione diretta, compresa la finale, si tennero in gara unica in casa della squadra con il punteggio migliore in prima fase.

## Squadre partecipanti

### Girone Nord
- Blue Bulls (Pretoria)
- Golden Lions (Johannesburg)
- Pumas (Nelspruit)
- Falcons (Ekurhuleni)
- Welwitschias (Windhoek, Namibia)

### Girone Centro
- Free State (Bloemfontein)
- Griffons (Welkom)
- Griquas (Kimberley)
- Leopards (Potchefstroom)
- Natal Sharks (Durban)

### Girone Sud
- Boland Cavaliers (Wellington)
- Border Bulldogs (East London)
- E.P. Kings (Port Elizabeth)
- Eagles (George)
- Western Province (Città del Capo)

## Stagione regolare

### Girone Nord
| 22-4-2017 | 1ª/6ª giornata         | 27-5-2017 |
| --------- | ---------------------- | --------- |
| 23-31     | Blue Bulls — Pumas     | 29-35     |
| 50-33     | Falcons — Welwitschias | 43-45     |
| rip.      | Golden Lions           |           |
|           |                        |           |

| 14-5-2017 | 4ª/9ª giornata         | 16-6-2017 |
| --------- | ---------------------- | --------- |
| 28-27     | Golden Lions — Falcons | 96-27     |
| 64-8      | Pumas — Welwitschias   | 42-8      |
| rip.      | Blue Bulls             |           |

| 29-4-2017 | 2ª/7ª giornata            |       |
| --------- | ------------------------- | ----- |
| 29-40     | Pumas — Golden Lions      | 25-35 |
| 25-50     | Welwitschias — Blue Bulls | 7-92  |
| rip.      | Falcons                   |       |
|           |                           |       |

| 20-5-2017 | 5ª/10ª giornata           | 23-6-2017 |
| --------- | ------------------------- | --------- |
| 41-41     | Falcons — Pumas           | 33-47     |
| 35-37     | Golden Lions — Blue Bulls | 55-49     |
| rip.      | Welwitschias              |           |

| 6-5-2017 | 3ª/8ª giornata              | 9-6-2017 |
| -------- | --------------------------- | -------- |
| 63-26    | Blue Bulls — Falcons        | 33-26    |
| 112-14   | Golden Lions — Welwitschias | 84-0     |
| rip.     | Pumas                       |          |

#### Classifica
|  |    | Squadra      | G | V | N | P | PF  | PS  | P±   | B  | Pt |
|  | -- | ------------ | - | - | - | - | --- | --- | ---- | -- | -- |
|  | 1. | Golden Lions | 8 | 7 | 0 | 1 | 485 | 208 | 277  | 8  | 36 |
|  | 2. | Blue Bulls   | 8 | 5 | 0 | 3 | 376 | 240 | 136  | 9  | 29 |
|  | 3. | Pumas        | 8 | 5 | 1 | 2 | 314 | 217 | 97   | 7  | 29 |
|  | 4. | Falcons      | 8 | 1 | 1 | 6 | 273 | 386 | −113 | 10 | 16 |
|  | 5. | Welwitschias | 8 | 1 | 0 | 7 | 140 | 537 | −397 | 2  | 6  |

### Girone Centro
| 22-4-2017 | 1ª/9ª giornata      | 16-6-2017 |
| --------- | ------------------- | --------- |
| 17-29     | Griffons — Leopards | 33-17     |
| 7-28      | Sharks — Griquas    | 28-28     |
| rip.      | Free State          |           |
|           |                     |           |

| 12-5-2017 | 4ª/8ª giornata       | 9-6-2017 |
| --------- | -------------------- | -------- |
| 30-32     | Free State — Griquas | 36-43    |
| 32-5      | Sharks — Leopards    | 38-24    |
| rip.      | Griffons             |          |

| 29-4-2017 | 2ª/6ª giornata        | 28-5-2017 |
| --------- | --------------------- | --------- |
| 36-38     | Free State — Griffons | 53-48     |
| 35-38     | Griquas — Leopards    | 54-17     |
| rip.      | Sharks                |           |
|           |                       |           |

| 5-5-2017 | 3ª/7ª giornata        | 3-6-2017 |
| -------- | --------------------- | -------- |
| 24-52    | Griffons — Sharks     | 10-60    |
| 37-32    | Leopards — Free State | 32-35    |
| rip.     | Griquas               |          |

| 20-5-2017 | 7ª/10ª giornata     | 23-6-2017 |
| --------- | ------------------- | --------- |
| 22-66     | Griffons — Griquas  | 35-49     |
| 19-21     | Sharks — Free State | 10-52     |
| rip.      | Leopards            |           |

#### Classifica
|  |    | Squadra      | G | V | N | P | PF  | PS  | P±   | B  | Pt |
|  | -- | ------------ | - | - | - | - | --- | --- | ---- | -- | -- |
|  | 1. | Griquas      | 8 | 6 | 1 | 1 | 335 | 213 | 122  | 9  | 35 |
|  | 2. | Natal Sharks | 8 | 5 | 1 | 2 | 288 | 150 | 138  | 7  | 29 |
|  | 3. | Free State   | 8 | 3 | 0 | 5 | 253 | 301 | −48  | 10 | 22 |
|  | 4. | Leopards     | 8 | 3 | 0 | 5 | 199 | 276 | −77  | 5  | 17 |
|  | 5. | Griffons     | 8 | 2 | 0 | 6 | 227 | 362 | −135 | 5  | 13 |

### Girone Sud
| 23-4-2017 | 1ª/6ª giornata              | 27-5-2017 |
| --------- | --------------------------- | --------- |
| 28-25     | Bulldogs — Cavaliers        | 20-21     |
| 18-30     | EP Kings — Western Province | 24-39     |
| rip.      | Eagles                      |           |
|           |                             |           |

| 5-6-2017 | 4ª/9ª giornata               | 10-6-2017 |
| -------- | ---------------------------- | --------- |
| 42-38    | Bulldogs — Eagles            | 26-25     |
| 28-35    | Cavaliers — Western Province | 8-22      |
| rip.     | EP Kings                     |           |

| 28-4-2017 | 2ª/7ª giornata              | 4-6-2017 |
| --------- | --------------------------- | -------- |
| 29-34     | Eagles — EP Kings           | 21-24    |
| 50-34     | Western Province — Bulldogs | 45-7     |
| rip.      | Cavaliers                   |          |
|           |                             |          |

| 20-5-2017 | 5ª/10ª giornata           | 25-6-2017 |
| --------- | ------------------------- | --------- |
| 45-11     | Western Province — Eagles | 46-41     |
| 27-16     | EP Kings — Cavaliers      | 48-29     |
| rip.      | Bulldogs                  |           |

| 5-5-2017 | 3ª/8ª giornata               | 9-6-2017 |
| -------- | ---------------------------- | -------- |
| 42-38    | Bulldogs — Eagles            | 26-25    |
| 28-35    | Cavaliers — Western Province | 8-22     |
| rip.     | EP Kings                     |          |

#### Classifica
|  |    | Squadra          | G | V | N | P | PF  | PS  | P±   | B | Pt |
|  | -- | ---------------- | - | - | - | - | --- | --- | ---- | - | -- |
|  | 1. | Western Province | 8 | 8 | 0 | 0 | 312 | 171 | 141  | 7 | 39 |
|  | 2. | E.P. Kings       | 8 | 5 | 0 | 3 | 235 | 222 | 13   | 5 | 25 |
|  | 3. | Border Bulldogs  | 8 | 4 | 0 | 4 | 215 | 264 | −49  | 6 | 22 |
|  | 4. | Boland Cavaliers | 8 | 3 | 0 | 5 | 193 | 198 | −5   | 6 | 18 |
|  | 5. | Eagles           | 8 | 0 | 0 | 8 | 183 | 283 | −100 | 9 | 9  |

## Play-off
|  | Quarti di finale | Quarti di finale | Quarti di finale |            |                  | Semifinali       | Semifinali | Semifinali |  |  | Finale | Finale | Finale |  |
|  |                  |                  |                  |            |                  |                  |            |            |  |  |        |        |        |  |
|  | Western Province | Western Province | 26               |            |                  |                  |            |            |  |  |        |        |        |  |
|  | Western Province | Western Province | 26               |            |                  |                  |            |            |  |  |        |        |        |  |
|  | Free State       | Free State       | 0                |            |                  |                  |            |            |  |  |        |        |        |  |
|  | Free State       | Free State       | 0                |            | Western Province | Western Province | 28         |            |  |  |        |        |        |  |
|  |                  |                  |                  |            | Western Province | Western Province | 28         |            |  |  |        |        |        |  |
|  |                  |                  | Blue Bulls       | Blue Bulls | 24               |                  |            |            |  |  |        |        |        |  |
|  | Natal Sharks     | Natal Sharks     | Blue Bulls       | Blue Bulls | 24               | 18               |            |            |  |  |        |        |        |  |
|  | Natal Sharks     | Natal Sharks     |                  |            |                  |                  |            |            |  |  |        |        |        |  |
|  | Blue Bulls       | Blue Bulls       | 23               |            |                  |                  |            |            |  |  |        |        |        |  |
|  | Blue Bulls       | Blue Bulls       | 23               |            | Western Province | Western Province | 28         |            |  |  |        |        |        |  |
|  |                  |                  |                  |            |                  |                  |            |            |  |  |        |        |        |  |
|  |                  |                  | Griquas          | Griquas    | 19               |                  |            |            |  |  |        |        |        |  |
|  | Golden Lions     | Golden Lions     | Griquas          | Griquas    | 19               | 43               |            |            |  |  |        |        |        |  |
|  | Golden Lions     | Golden Lions     |                  |            |                  |                  |            |            |  |  |        |        |        |  |
|  | Pumas            | Pumas            | 32               |            |                  |                  |            |            |  |  |        |        |        |  |
|  | Pumas            | Pumas            | 32               |            | Golden Lions     | Golden Lions     | 21         |            |  |  |        |        |        |  |
|  |                  |                  |                  |            | Golden Lions     | Golden Lions     | 21         |            |  |  |        |        |        |  |
|  |                  |                  | Griquas          | Griquas    | 33               |                  |            |            |  |  |        |        |        |  |
|  | Griquas          | Griquas          | Griquas          | Griquas    | 33               | 73               |            |            |  |  |        |        |        |  |
|  | Griquas          | Griquas          |                  |            |                  |                  |            |            |  |  |        |        |        |  |
|  | E.P. Kings       | E.P. Kings       | 41               |            |                  |                  |            |            |  |  |        |        |        |  |

### Quarti di finale
| Arbitro: | Rasta Rasivhenge (Johannesburg) |

|                                    |      |                               |
| Venter (2) D. Smit Sage (2) Tambwe | mt   | v.d. Walt Herne (2) v. Rooyen |
| Reynolds (5)                       | tr   | Marais (2) v. Staden          |
| Reynolds                           | c.p. | Marais v. Staden              |

| Arbitro: | Al Jacobs (Kimberley) |

|                                                                       |      |                                                 |
| AJ le Roux S. Koen E. Brandt (4) K. Marx Arendse Zana Fourie C. Meyer | mt   | Manjezi B. Brown Badiyana Majola Vers Nieuwoudt |
| Whitehead (9)                                                         | tr   | de Wet (3) Mattheus                             |
|                                                                       | c.p. | de Wet                                          |

| Arbitro: | Quinton Immelman (Pretoria) |

|                        |      |                    |
| Vosloo Mukendi Winnaar | mt   | Fortuin Beerwinkel |
| Stander (2)            | tr   |                    |
| v. Rensburg            | c.p. | de Beer (3)        |

| Arbitro: | Pio Legoete (Johannesburg) |

|                     |      |  |
| B. Basson Haznar    | mt   |  |
| Thomson (2)         | tr   |  |
| Coleman (3) Thomson | c.p. |  |

### Semifinali
| Arbitro: | Cwengile Jadezweni (Stellenbosch) |

|                      |      |                                    |
| J. Venter Tambwe (2) | mt   | E. v.d. Westhuizen S. Koen Arendse |
| Reynolds (3)         | tr   | Whitehead (3)                      |
|                      | c.p. | Whitehead (2) Swarts (2)           |

| Arbitro: | Al Jacobs (Kimberley) |

|                             |      |                                |
| Stringer J. Coetzee Masimla | mt   | D. Swanepoel D. Naudé F. Naudé |
| Coleman (2)                 | tr   | Stander (3)                    |
| Coleman (3)                 | c.p. | Stander                        |

### Finale
| Arbitro: | Egon Seconds (Città del Capo) |

|                                 |    |                              |
| v. Vuuren B. Basson Sampson (2) | mt | Kruger K. Marx NJ Oosthuizen |
| Coleman (4)                     | tr | Swarts (2)                   |